# Geert Veenhuizen

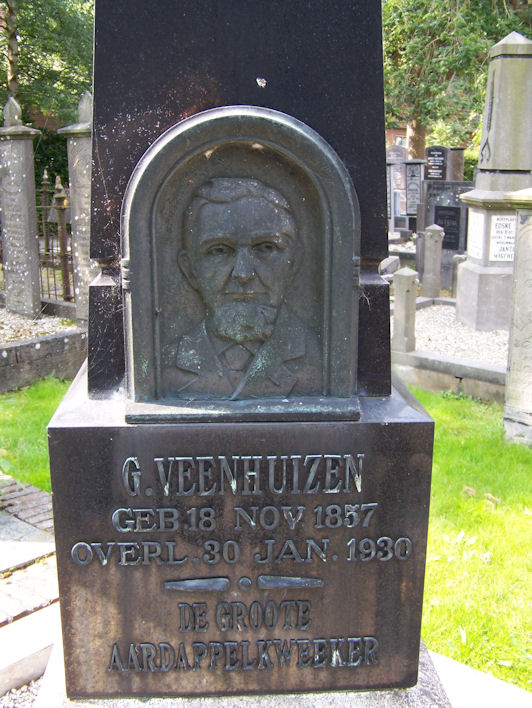
Tombe de Veenhuizen

Geert Veenhuizen, né le 8 novembre 1857 à Stootshorn et mort le 30 janvier 1930 à Sappemeer était un sélectionneur de pommes de terre néerlandais de la province de Groningue. 
Veenhuizen abandonna l'école primaire à treize ans et alla travailler dans une exploitation d'arboriculture à Noordbroek. À part une brève interruption pour son service militaire, il y travailla jusqu'à l'âge de vingt-trois ans. Il travailla ensuite avec des obtenteurs à Gouda et Boskoop. Il se maria en 1882 avec Jantje van Wijk, fille d'un sélectionneur de fruits et fleurs de Sappemeer et retourna s'installer dans le nord. Il modernisa la société de son père et travailla aussi comme paysagiste. 

## Pommes de terre
À l'époque, l'industrie de transformation de la fécule de pomme de terre progressait significativement et Veenhuizen s'intéressa à la culture des pommes de terre.
Il fut responsable du champ d'essais d'une association agricole locale en 1889 et en 1903 il devint chef de culture dans une station expérimentale à Sappemeer. Il sélectionna plusieurs variétés nouvelles de pommes de terre, dont 'Eigenheimer' (1893), 'Red Star', 'Bravo' et 'Thorbecke'. Ses semences ont également été exportées. Lors de son départ à la retraite en 1927, il reçut une  décoration royale. 
Il publia son ouvrage Het Veredelen onzer aardappelrassen (Amélioration de nos variétés de pommes de terre) en Het kweeken van nieuwe aardappelvarieteiten. Veenhuizen est mort à Sappemeer et a été enterré dans le cimetière de l'église Koepelkerk. Sur sa tombe se trouve un obélisque orné de son portrait et les mots « DE GROOTE AARDAPPELKWEEKER » (le grand créateur de pommes de terre).